# Янгол або демон (телесеріал, Іспанія)
Янгол або демон  ( ісп. Ángel o demonio) – іспанський містичний телесеріал виробництва Plural Entertainment. Транслювався у 2011 році на каналі Telecinco. 
Прем’єра серіалу на іспанському телебаченні відбулася 1 лютого 2011 року.

## Сюжет
Серіал розповідає історію Валерії, що одного разу після втечі з дому дізнається, що вона дівчина, чиста душею, янгол. Тепер, з допомогою Натаніеля, свого вчителя, вона має боротися проти демонів, що хочуть спокусити дівчину перейти на їхній бік… 
Однією із сюжетних ліній серіалу є відносини Валерії з Дамієном, демоном.  

## Творчий склад

### У ролях
- Аура Гаррідо – Валерія, дівична з чистою душею, янгол, головна героїня серіалу.
- Хайме Оліас – Дамієн, демон.
- Ману Фуллола (ісп. Manu Fullola) – Натаніель, янгол.
- Кармен Санчєс (ісп. Carmen Sanchez) – Дуна, головний демон.
- Карла Нієто (ісп. Carla Nieto) – Іріс, перший демон на шляху Валерії.
- Марія дель Мар Саура (ісп. María del Mar Saura) – Алексія, демон, що колись була пов'язана з Натаніелем.
- Хорхе Сукет  (ісп. Jorge Suquet) – Грасіель, слуга Дуни.

### Знімальна група
- Продюсер: Деніел Себріан

## Серії
- 1 сезон – 13 серій
- 2 сезон – 9 серій

## Нагороди та номінації
- Must! Awards
- Номінація «Найкращий іспанський телесеріал 2011 року».
- Номінація «Найкраща жіноча роль» (Аура Гаррідо).
- Нагорода за найкращу жіночу роль (Карла Нієто).

## Російська адаптація
Прем’єра російської адаптації серіалу відбулася 5 квітня 2013 року на каналі СТС.